# Joha Granados

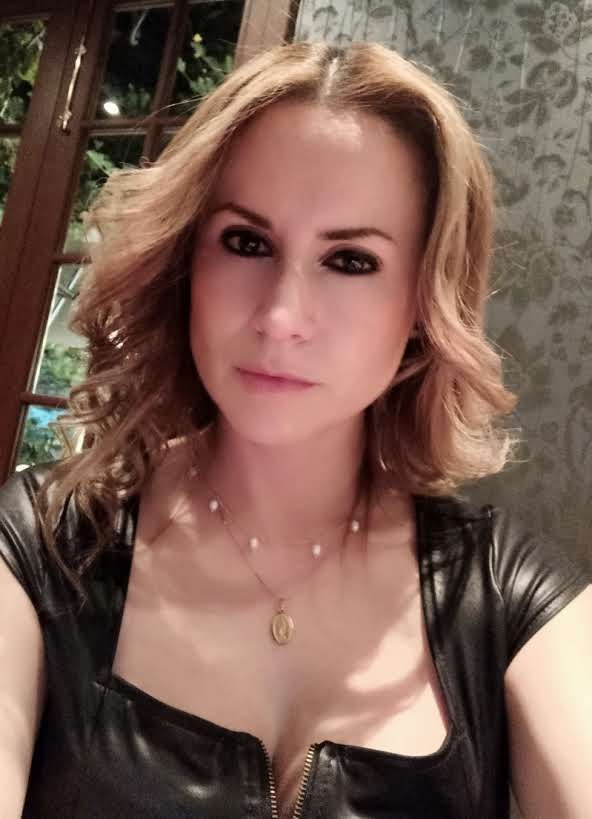
johana Granados, una mujer con ética profesional intachable, con un amor y pasion por la musica electronica, los cuales la han llevado a ser galardonada a nivel nacional.

Johana Andrea Granados Gómez(Bogotá, 12 de noviembre de 1979) más conocida como Joha Granados es una promotora de eventos de música electrónica con una destacada trayectoria en Colombia. Reconocida por su amplia experiencia en el medio artístico electrónico colombiano  y por su pasión por la música electrónica, ⁣ha sido galardonada en cuatro ocasiones por la industria.

## Biografía

### Primeros años
Mostró desde temprana edad su inclinación por la música electrónica, influenciada por artistas como Carl Cox y Paul Oakenfold. Su pasión hacia lo artístico y lo musical la llevó a trabajar como mesera en el Club Gótica en 2001, permaneciendo allí alrededor de tres años, periodo en el que conoció figuras destacadas de la escena musical.
De pequeña asistió al Colegio Marillac y tanto en la primaria como así también en la secundaria, manifestó temprano talento. Durante seis años, se desempeñó como porrista, hasta convertirse cheerleader, mostrando así fehacientemente su pasión por el baile y la música.
Desde muy joven, también estuvo fuertemente interesada por la comunicación social, por lo que cursó cinco semestres en la UNINPAHU, aunque no pudo finalizar por temas económicos.
Ya en el Ultramar Festival, ⁣logró un oportuno acercamiento a la escena turística e internacional, para luego participar en los principales festivales, sumando experiencia para gestionar los mejores eventos del país.
Durante sus días como mesera en restaurantes reconocidos de la Zona Rosa en Bogotá e involucrada ya en el medio de la música electrónica, ejerció como informadora de punto de atención en la EPS Compensar. Luego, ingresó en la Clínica Nuestra Señora de la Paz, ⁣ ascendiendo como auxiliar administrativa en la multinacional RHS Home Care – MAPLE Homecare sin contar aún con un título profesional.
Más adelante y con gran esfuerzo, se graduó con el título de Tecnóloga en Gestión Empresarial en el SENA.

### Comienzos en el mundo de la música electrónica
En el año 2009 se inicia administrando el club electrónico Vectra. Allí comenzó a hacer audiciones y a seleccionar los mejores DJ de música electrónica del momento. 
Así y en pos de continuar creciendo profesionalmente, se embarcó en un proyecto denominado Mirage Events en una peluquería en la Zona Rosa de Bogotá. El dueño del espacio, cuya mejor amiga era Natalia París, organizó este evento que se convirtió en una de las mejores noches electrónicas capitalinas con famosos invitados de la farándula colombiana, tales como Juan Alfonso Baptista, ⁣Diego Cadavid, ⁣ Lincon Palomeque, ⁣Sebastián Martínez, Fernando Solórzano, Tatiana De Los Ríos y Alejandro Estrada, ⁣entre otros.
Cuando conoció a Gregory Peláez, este le dio la oportunidad de trabajar en su marca By Gregory, inicialmente desempeñándose como mesera y más adelante ascendiendo como su Jefe de Relaciones, lo cual la nutrió en cuanto a experiencia profesional durante cuatro años consecutivos.
En noviembre del 2014, surgió #JohaG&RRPP, un proyecto creado a partir de la experiencia forjada tras haber trabajado para grandes empresarios de la ciudad Cali. Como promotora de música electrónica a nivel nacional, Granados se enfocará en los festivales más importantes de su país, ya con un portafolio consolidado de más de trescientos eventos promocionados con DJ destacados a nivel mundial y eventos con artistas locales. Sus equipos de trabajo llegaron a contar con aproximadamente ciento cuarenta profesionales colombianos, como promotores de música electrónica, hoy reconocidos en la escena electrónica por su profesionalismo en la gestión.
Cabe destacar también que los galardones otorgados en los Premios CEC (Cultura Electrónica Colombiana) en 2016 y 2017 le abrieron oportunamente las puertas para desempeñarse como promotora nacional en uno de los festivales más importante de la ciudad de Cartagena, ⁣el Storyland. En dicho evento, fue promotora por cinco años, consolidándose definitivamente como una figura relevante en el medio artístico.

### Proyectos laborales más recientes
En el año 2019, Johana Granados decidió asociarse con Camilo Gantiva, promotor en crecimiento y con grandes ideas y habilidades para fortalecer el proceso creando así la Cámara de Comercio Social Jog S A S, empresa que factura a grandes marcas.
En 2020 y paralelamente a la promoción de eventos, también colaboró como Coordinadora de Convenios en la Fundación Cardio Infantil, ⁣ cargo donde descubrió que el servicio en la salud se había convertido en su otra gran pasión. Esto la motivó a finalizar su carrera profesional en Administración de Empresas en 2023, cursando en la Universidad Área Andina. Fue así que logró concretar el sueño de crear su propia empresa de enfermería domiciliaria de acompañamiento de enfermeras. De este modo, volcó esta innovadora idea en su tesis sobre el proyecto Granados Enfermeras.
Más recientemente, en el año 2021, abriendo oportunidades en México, ⁣(puntualmente en el estado de Quintana Roo), conformó alianzas con las productoras de eventos más importantes de Tulum y Playa del Carmen, ⁣dándose a conocer por su estrategia promocional. Como resultado de este arduo proceso, surgió Promoters México.
Se define "melómana". Es así que su amor por la música, especialmente por la electrónica, la ha llevado actualmente a ser una de las mejores promotoras de eventos en el país, plasma sus sentimientos y pensamientos de todo lo vivido en sus redes sociales bajo el hashtag JohaG. con argumentos de supervivencia y lógica que la refieren como una mente prodigiosa, destacándose en la organización y promoción de eventos exitosos. 

Respecto a su trabajo en colaboración con Páramo, las palabras de esta promotora colombiana de eventos fueron las siguientes:
A lo largo de nuestra colaboración, la Sra. Granados ha mostrado profesionalismo y dedicación. Su capacidad para coordinar y gestionar la venta de entradas ha contribuido al éxito de los eventos electrónicos en los cuales estuve encargado de su respectiva estrategia de promotores. Su enfoque meticuloso y su habilidad para resolver problemas de manera eficiente han garantizado que todos nuestros procesos de boletería se desarrollen sin contratiempos. La Sra. Granados ha superado nuestras expectativas en términos de ventas y ha dado un trato de primera a nuestros clientes mutuos. Su compromiso con la calidad y la satisfacción de los fans es evidente en cada tarea que emprende. Estamos completamente satisfechos con el trabajo de la Sra. Johana Granados y confiamos plenamente en sus habilidades para gestionar la venta de boletería en cualquier evento.

## Vida personal
Johana Granados, hija de Patricia Gómez, fue madre soltera a muy temprana edad de dos hijos, Sebastián e Isabella Castiblanco Granados. Ambos con poco más de veinticinco años al día de hoy, él es delineante de arquitectura e ingeniería ⁣y ella, ingeniera civil. y un hermano menor que sus hijos Miguel Ángel Camargo quien es Diseñador Digital le colabora en la construcción de su página web.
En 2022 contrajo matrimonio con Christiam Camilo Cabrera, una artista retirado del medio, con quien comparten los mismos intereses profesionales, potenciando los proyectos de ambos.
Cabe destacar que, aun cuando lleva una ajetreada vida profesional como promotora, emprendedora y filántropa, colabora económicamente con instituciones como la Fundación Roca Internacional, NIT: 900.594.402-0. A ellas también se suma Empoderando Comunidades, ubicada en Bogotá, Colombia, organización sin fines de lucro, centrada en el acompañamiento y la formación de personas.

## Premios y reconocimientos
|      | Evento                                       | Categoría                                                                            | Resultado |
| ---- | -------------------------------------------- | ------------------------------------------------------------------------------------ | --------- |
| 2016 | Premios CEC (Cultura Electrónica Colombiana) | Mejor Promotora de Música Electrónica de Colombia                                    | Ganadora  |
| 2017 | Premios CEC (Cultura Electrónica Colombiana) | Mejor Promotora de Música Electrónica de Colombia                                    | Ganadora  |
| 2021 | Premios Icono                                | Jurado de la categoría Mejor DJ Influencer en la Música Electrónica en Latinoamérica | Ganadora  |
| 2023 | Reconocimiento CDA (Colombia Dance Awards)   | A la trayectoria Mejor Promotora de Música Electrónica                               | Ganadora  |
| 2024 | Premio CDA (Colombia Dance Awards)           | Mejor Promotora de Música Electrónica                                                | Ganadora  |